# Cato Kuijken-van den Eijnde
Catharina Florentina (Cato) Kuijken-van den Eijnde (Haarlem, 11 februari 1877 – Ravensbrück, 28 maart 1945) was een Nederlands verzetsstrijder tijdens de Tweede Wereldoorlog.

## Biografie
Cato van den Eijnde werd geboren in Haarlem als dochter van Godefridus Dominicus (Frits) van den Eijnde en Trinette (Trijntje) de Bois.
Vrijwel vanaf het begin van de Tweede Wereldoorlog stelde ze haar woning open voor leden van het verzet die tijdelijke opvang en verzorging nodig hadden. Vertegenwoordigers van het studentenverzet in Amsterdam, Utrecht, Wageningen en Leiden hielden regelmatig besprekingen op haar zolder. Een van haar dochters sloot zich in 1942 aan bij het studentenverzet, waarvoor zij hand-en-spandiensten en koerierswerk verrichtte. Het gezin kwam zo in contact met de verzetsgroep CS-6, die sabotagedaden tegen de nazi's pleegde en daarbij geweld niet schuwde. Begin februari 1943 vermoordde CS-6 generaal Seyffardt, de oprichter van het vrijwilligerslegioen. Kort daarop volgde een aanslag op secretaris-generaal Reydon. De Duitse bezetter reageerde met razzia's onder studenten en stuurde honderden Nederlanders naar concentratiekampen.
Toen leden van de verzetsgroep CS-6 door de Sicherheitsdienst in Amsterdam werden gearresteerd, leidde het spoor naar de familie Kuijken in Hilversum. De dienst deed een inval in hun woning en arresteerde het hele gezin (Cato Kuijken-van den Eijnde, haar echtgenoot, twee dochters en een kleinzoon). Na een kort verblijf in de gevangenis in Amsterdam werd Cato Kuijken-van den Eijnde overgebracht naar Kamp Vught. Van daaruit volgde op 6 september 1944 deportatie naar vrouwenconcentratiekamp Ravensbrück, waar ze op 28 maart 1945 door vergassing om het leven werd gebracht.

## Eerbetonen
- In Heerhugowaard is in 1999 het herdenkingsmonument Vrouwen uit het verzet geplaatst, dat is vervaardigd door Elly Baltus. In de sokkel zijn 22 namen van omgekomen verzetsvrouwen gegraveerd, waaronder die van Cato Kuijken-van den Eijnde. In die stad is tevens een straat naar haar vernoemd.